# Выползово (Петушинский район)
Выползово — деревня в Петушинском районе Владимирской области России, входит в состав Пекшинского сельского поселения.

## География
Деревня расположена на берегу речки Пекша в 21 км на север от центра поселения деревни Пекша и в 37 км на северо-восток от райцентра города Петушки.

## История
В конце XIX — начале XX века деревня входила в состав Воронцовской волости Покровского уезда, с 1924 года — в составе Болдинской волости Владимирского уезда. В 1859 году в деревне числилось 12 дворов, в 1926 году — 17 дворов.
С 1929 года деревня входила в состав Туйковского сельсовета Собинского района, с 1940 года — в составе Дровновского сельсовета, с 1945 года — в составе Петушинского района, с 1949 года — в составе Васильковского сельсовета, с 1968 года — в составе Анкудиновского сельсовета, 2005 года — в составе Пекшинского сельского поселения.

## Население
| 1859 | 1905 | 1926 |
| ---- | ---- | ---- |
| 110  | 59   | 61   |

| 1859 | 1905 | 1926 | 2002 | 2010 | 2021 |
| ---- | ---- | ---- | ---- | ---- | ---- |
| 110  | ↘59  | ↗61  | ↘0   | →0   | →0   |